# Lamposaari (ö i Södra Savolax, Nyslott, lat 62,16, long 28,57)
Lamposaari är en ö i Finland. Den ligger i sjön Enonvesi och i kommunen Nyslott i  landskapet Södra Savolax, i den sydöstra delen av landet, 290 km nordost om huvudstaden Helsingfors. Öns area är 31,8 hektar och dess största längd är 0,9 kilometer i nord-sydlig riktning.